# Ezochiïta
L'ezochiïta és un mineral de la classe dels sulfurs que pertany al subgrup de la carrollita.

## Característiques
L'ezochiïta és un sulfur de fórmula química Cu+(Rh3+Pt4+)S₄. Va ser aprovada com a espècie vàlida per l'Associació Mineralògica Internacional l'any 2022, i publicada dos anys més tard. Cristal·litza en el sistema isomètric. És l'anàleg amb rodi de la malanita.
L'exemplar que va servir per a determinar l'espècie, el que es coneix com a material tipus, es troba conservat a les col·leccions mineralògiques del Museu Nacional de la Natura i la Ciència de Tòquio (Japó), amb el número d'espècimen: nsm-m49764.

## Formació i jaciments
Va ser descoberta a la costa de Tomamae, dins el districte de Tomamae, a la subprefectura de Rumoi (Hokkaidō, Japó). Aquest indret és l'únic a tot el planeta on ha estat descrita aquesta espècie mineral.